# سياحة جيولوجية

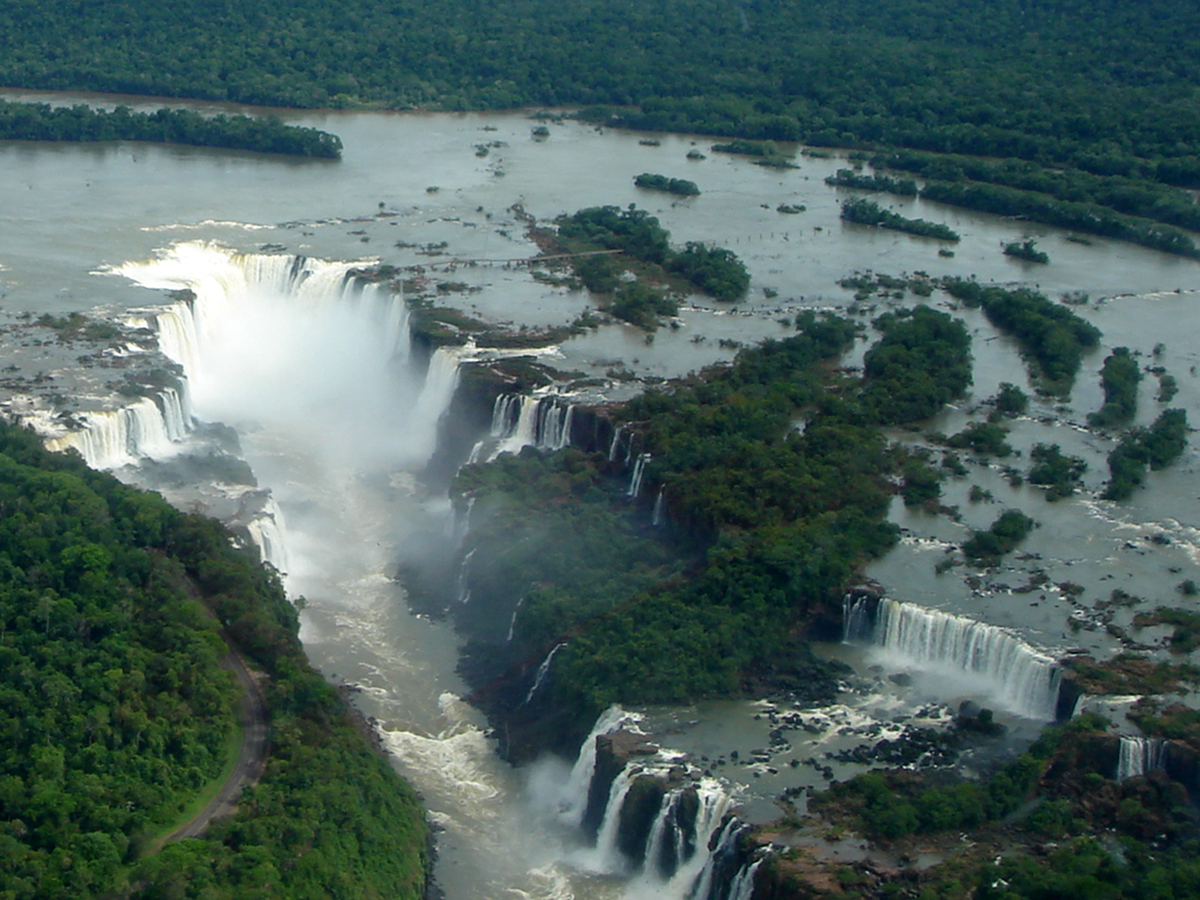

السياحة الجيولوجية هي إحدى أنواع السياحة، وهي السفر بهدف دارسة جيولوجية المنطقة المُسافر إليها.

## تعريف السياحة الجيولوجية
تقوم السياحة الجيولوجية على ترويج الملامح الجيولوجية وأشكال سطح الأرض للزوار، والتركيز على العناصر غير الاحيائية كالصخور والكهوف والبراكين وغيرها.

## أهم مواقع السياحة الجيولوجية في العالم
وقد تطور هذا النمط السياحي في السنوات العشر الأخيرة فأصبحت بعض المواقع الجيولوجية من ابرز المواقع السياحية على مستوى العالم كجراند كانيون في الولايات المتحدة الأمريكية والمضائق النرويجية ومواقع بيرن وجيانتس كازاوي في إيرلندا وغيرها من المواقع والمتنزهات الجيولوجية في كل من بريطانيا وأيسلندا والبرازيل وتشيلي والصين واليونان وهونج كونج وإيطاليا وماليزيا وموريشيوس.